# Niveoscincus palfreymani
Espèce
Synonymes
- Pseudemoia palfreymani Rawlinson, 1974

Statut de conservation UICN

 VU D2 : Vulnérable
Niveoscincus palfreymani est une espèce de sauriens de la famille des Scincidae.

## Répartition
Cette espèce est endémique de l'îlet de Pedra Branca en Tasmanie en Australie.

## Étymologie
Cette espèce est nommée en l'honneur d'A. E. Palfreyman.

## Publication originale
- Rawlinson, 1974 : Revision of the endemic southeastern Australian lizard genus Pseudemoia (Scincidae: Lygosominae). Memoirs of the National Museum of Victoria, vol. 35, p. 87-96 (texte intégral).